# 武川雅寛
武川 雅寛（たけかわ まさひろ、1950年12月21日 - ）は、日本の男性音楽家。ムーンライダーズのヴァイオリン（フィドル）、トランペット担当。本名同じ。神奈川県逗子市出身。愛称はくじら（大柄であることから）。

## 来歴・人物
立教大学出身。同大学の音楽サークル「OPUS」に所属し、同サークルの先輩にムーンライダーズの岡田徹、後輩に白井良明がいる。
鈴木慶一が中心となり結成したバンド・はちみつぱいに加入し、ヴァイオリン担当として本格的な音楽活動を開始。はちみつぱい解散後はムーンライダーズに結成から参加。楽器だけでなくボーカルやコーラスも担当する。
スタジオミュージシャンとしても活動し、かぐや姫の楽曲「神田川」ではイントロを演奏した。加藤登紀子のツアーメンバーでもあり、1995年には加藤登紀子らと共に全日空857便ハイジャック事件に遭遇した。そのハイジャック体験をテーマにしたアルバムが、同年12月1日発売の『ムーンライダーズの夜』である。
ソロ活動も行い、5枚のソロ・アルバムを発表している。また、ムーンライダーズのギタリスト・白井良明とは、音楽ユニット「ガカンとリョウメイ」（通称：ガカリョウ）を結成している。
2006年9月23日に31年ぶりに行われた「吉田拓郎&かぐや姫 つま恋コンサート」のアンコールで、かぐや姫が歌った「神田川」ではヴァイオリン演奏を披露した。
2012年8月8日には、12年ぶりのソロ・アルバム『dregs of dreams』を発売。
2015年6月18日に急性大動脈解離で手術を受け、同年8月4日にはムーンライダーズのFacebookページにて、集中治療室からリハビリに専念するため転院する旨が報告された。
2018年10月17日に、大病復帰後6年ぶりのソロアルバム『a journey of 28days』を発売。
2019年10月2日には、初のソロ・ライブ・アルバム『Masahiro Takekawa My First Journey 2019 Live at fu-chi-ku-chi』を発売した。

## ディスコグラフィ

### ガカンとリョウメイ
- 東海道五次（2001年）
- EFFECTS OF TIME（2013年）

### ソロ・アルバム

#### オリジナル・アルバム
| 発売日                     | レーベル                                   | 規格             | 規格品番         | タイトル                 |
| ポニーキャニオン           | ポニーキャニオン                           | ポニーキャニオン | ポニーキャニオン | ポニーキャニオン         |
| -------------------------- | ------------------------------------------ | ---------------- | ---------------- | ------------------------ |
| 1982年6月                  | ポニーキャニオン                           | LP               | C28R-0094        | とにかくここがパラダイス |
| 2011年12月21日             | HAYABUSA LANDINGS、LOST HOUSE ARCHIVE CLUB | CD（紙ジャケ）   | HYCA-3031        | とにかくここがパラダイス |
| 1982年11月                 | ポニーキャニオン                           | LP               | C28R-0102        | 恋はPush!Push!Push!      |
| 1995年12月16日             | ポニーキャニオン                           | CD               | PCCA-00864       | 恋はPush!Push!Push!      |
| 2011年12月21日             | HAYABUSA LANDINGS、LOST HOUSE ARCHIVE CLUB | CD（紙ジャケ）   | HYCA-3032        | 恋はPush!Push!Push!      |
| ファンハウス               |                                            |                  |                  |                          |
| 1996年12月4日              | ファンハウス                               | CD               | FHCF-2345        | くじらのハート           |
| FACE TO FACE/BOOTROCK Inc. |                                            |                  |                  |                          |
| 2012年8月8日               | FACE TO FACE/BOOTROCK Inc.                 | SHM-CD           | XQLF-1001        | dregs of dreams          |
| Preservation Society       |                                            |                  |                  |                          |
| 2018年10月17日             | Preservation Society                       | CD               | PRSA-3004        | a journey of 28days      |

#### ライブ・アルバム
| 発売日               | レーベル             | 規格                 | 規格品番             | タイトル                                                      |
| Preservation Society | Preservation Society | Preservation Society | Preservation Society | Preservation Society                                          |
| -------------------- | -------------------- | -------------------- | -------------------- | ------------------------------------------------------------- |
| 2019年10月2日        | Preservation Society | CD                   | PRSA-3005            | Masahiro Takekawa My First Journey 2019 Live at fu-chi-ku-chi |

## 映画音楽
- 『犬死にせしもの』

## 参加作品
アーティスト名五十音順。
- あがた森魚・・・アルバム「乙女の儚夢（1972年）」
- アグネス・チャン・・・「愛はメッセージ」(作曲および共編曲)※収録アルバム「Mei Mei  いつでも夢を（1976年）」は「鈴木慶一とムーンライダース」として参加
- RCサクセション・・・アルバム「Baby a Go Go（1990年）」
- EXOTICS・・・アルバム「LIBRARY（1983年）」
- 甲斐バンド・・・アルバム「マイ・ジェネレーション（1979年）」
- かぐや姫・・・「神田川（1973年）」
- 後藤次利・・・アルバム「Breath（1983年）」
- 斉藤哲夫・・・「さんま焼けたか（1975年）」
- 坂本真綾・・・アルバム「かぜよみ（2009年）」
- 坂本龍一・・・アルバム「音楽図鑑（1984年）」
- 沢田研二・・・アルバム「JULIE SONG CALENDAR（1983年）」
- 白井良明・・・アルバム「Of 8 Minutes 7 c/w M・H・T・U（2017年）」
- 仙道敦子・・・アルバム「La Fillette（1987年）」
- 高田渡・・・アルバム「系図（1972年）」、「石（1973年）」
- 富岡多恵子・・・アルバム「物語のようにふるさとは遠い（1977年）」
- 野田幹子・・・アルバム「太陽の東、月の西（1988年）」
- 浜田省吾・・・アルバム「君が人生の時…（1979年）」
- 森田童子・・・アルバム「夜想曲（1982年）」
- 矢野顕子・・・アルバム「オーエス オーエス（1984年）」
- やまがたすみこ・・・アルバム「SUMIKO LIVE（1976年）」

ほか多数。